# Kraichsee
Der Kraichsee ist ein Teich in der Nähe von Sternenfels und Oberderdingen, östlich von Bretten im Kraichgau in Baden-Württemberg. Der Teich liegt am Kraichbach, wenige hundert Meter unterhalb des Trinkwaldsees sowie der Kraichbach-Quelle und ist ein beliebtes Naherholungsgebiet. Der komplett von Wald umgebene See wurde im 14./15. Jahrhundert angelegt und diente den Mönchen aus Maulbronn und Herrenalb zur Fischzucht. Der Teich wird durch einen Damm aufgestaut, der Abfluss erfolgt über einen Mönch. Die Ufer sind überwiegend steil, nur im Süden befindet sich eine kleine Verlandungszone, die vor allem mit Schwarz-Erlen bestockt ist. 1903 ertränkte sich die aus dem nahegelegenen Freudenstein (heute Stadt Knittlingen) stammende Dichterin Regine Merkle im Kraichsee.